# Kanton Vergt
Vergt is een voormalig kanton van het Franse departement Dordogne. Het kanton maakte deel uit van het arrondissement Périgueux. Het werd opgeheven bij decreet van 21 februari 2014, met uitwerking op 22 maart 2015. Alle gemeenten werden opgenomen in het nieuwe kanton Périgord central.

## Gemeenten
Het kanton Vergt omvatte de volgende gemeenten:
- Bourrou
- Breuilh
- Cendrieux
- Chalagnac
- Creyssensac-et-Pissot
- Église-Neuve-de-Vergt
- Fouleix
- Grun-Bordas
- Lacropte
- Saint-Amand-de-Vergt
- Saint-Maime-de-Péreyrol
- Saint-Michel-de-Villadeix
- Saint-Paul-de-Serre
- Salon
- Vergt (hoofdplaats)
- Veyrines-de-Vergt